# Benson Ishiepai
Benson Ishiepai (* 1936) ist ein ehemaliger ugandischer Hürdenläufer.
Bei den British Empire and Commonwealth Games 1962 in Perth gewann er Bronze über 440 Yards Hürden in 52,3 s (entspricht 52,0 s über 400 m Hürden).